# Claudia Amengual
Claudia Amengual (n. 7 ianuarie 1969, Montevideo, Departamentul Montevideo, Uruguay) este o romancieră și o traducătoare uruguayană.

## Opera
- La rosa de Jericó, 2000 (roman)[3]
- El vendedor de escobas, 2002 (roman)
- Desde las cenizas, 2005 (roman)
- Más que una sombra, 2007 (roman)
- Nobleza obliga, 2010 (articole în revista Galería)
- Diez años de Arquitectos de la Comunidad, 2010 (institucional)
- Falsas ventanas, 2011 (roman)
- Rara avis. Vida y obra de Susana Soca, 2012 (eseuri)
- El rap de la morgue y otros cuentos, 2013 (povestiri)[4]
- Cartagena, 2015 (roman)[5]
- Una mirada al periodismo cultural: Jaime Clara y „Sábado Sarandí”, 2016 (eseuri)[6]
- Viajar y escribir: nueve destinos que inspiran, 2017 (eseuri)
- El lugar inalcanzable, 2018 (roman)[7]
- Juliana y los libros, 2020 (roman)